# Anne-Marie Delcambre
Pour les articles homonymes, voir Delcambre.
Anne-Marie Delcambre, née le 26 juin 1943 à L'Hermitière et morte le 2 janvier 2016 à Saint-James, dans la Manche, est une islamologue française.
Critique de l'islam, selon elle indifférencié de l'islamisme dont le Coran et la sunna constitueraient les racines, elle est l'auteur d'ouvrages, d'articles et de prises de positions polémiques qui entendent notamment dénoncer une islamisation de l'Europe.

## Biographie
Docteur de 3e cycle de l'Université Paris-IV en études islamiques, docteur d'État en droit et agrégée d'arabe[Quand ?], Anne-Marie Delcambre a été professeur agrégée d'arabe au lycée Louis-le-Grand et a participé à la rédaction d'articles dans l’Encyclopædia of Islam.
Elle est également l'auteur de nombreux livres et articles, sur Mahomet et l'islam. Dans ses derniers ouvrages, publiés chez Desclée de Brouwer, elle jette un regard particulièrement critique sur l'islam et expose ses vues sur le Coran, la sunna et le droit musulman, qu'elle considère comme les racines de l'intégrisme musulman.
Anne-Marie Delcambre a contribué aux conférences de l'agence Clio durant plusieurs années, principalement sur le thème de l'islam.
Elle est intervenue dans des débats concernant l'islam, comme à l'émission Bouillon de culture en janvier 1991 (aux côtés notamment de Jacques Berque), sur Radio Courtoisie en avril 2006, à plusieurs reprises de février 2006 à avril 2008 sur la webradio québécoise RocKiK animé par Ismaël TREPANIER disponible sur le site Liberty Vox.com, sur France Culture en novembre 2007 sur le thème « Wahhabisme : secte islamiste ou religion nouvelle ? » (avec Hamadi Redissi et Samir Khalil Samir), ou encore en octobre 2008, autour de la question « L'Islam soumet-il l'individu ? » (avec Henry Laurens et Abdennour Bidar).
Sa collègue islamologue Marie-Thérèse Urvoy estime que l'attachement d'Anne-Marie Delcambre à publier des textes que l'« apologétique islamique » se dispensait d'évoquer lui a valu « des persécutions caractérisées de la part des intellectuels musulmans médiatiques labellisés « modérés » et de leurs thuriféraires officiels du ministère ».

### L'islam, «un judaïsme arabisé»
Dans son ouvrage La schizophrénie de l'islam (2006), elle rapporte la genèse de l'islam au judéo-nazaréisme, une idéologie messianique qui refusait à la fois le judaïsme rabbinique (par la reconnaissance de Jésus comme Messie) et le christianisme (par le déni de l'acceptation de Jésus en tant que Dieu). L'islam est selon ses mots « un judaïsme arabisé ». Cette thèse est proche de celle que développe le spécialiste de tradition et d'histoire juives Haï Bar-Zeev dans son livre Une lecture juive du Coran (2005). Le caractère schizophrène de l'islam résiderait selon l'auteur, d'une part, dans son « exaltation coranique de la loi de Moïse » et, de l'autre, dans sa nécessité toutefois de justifier la stigmatisation des juifs de Médine. 
Delcambre s'intéresse aux conversions qui constituent pour elle un moteur primordial dans l’expansion de l’islam. Elle insiste en particulier sur le fait que les premières conversions sont plus sociales que religieuses. En effet, le converti, souvent captif de la guerre, obtient son affranchissement grâce à sa conversion. Il est alors formellement rattaché à un lignage tribal (arabe) dont il portera « dorénavant le nom précédé de la mention mawlâ (affilié) pour bien marquer qu’il ne s’agissait pas d’une parenté par le sang ». 

### Critique de l'islam et prises de positions
Dans ses ouvrages les plus récents, Anne-Marie Delcambre dénonce le statut discriminatoire des juifs et des chrétiens dans l'islam, la place des femmes, l'inexistence du travail exégétique critique sur le Coran, les appels à la guerre sainte, voire au meurtre, dont elle affirme qu'ils relèvent davantage de l'islam lui-même que d'une dérive intégriste.
Ainsi, elle estime que « islamisme » et « islam » désignent une réalité indistincte, posant que la nouvelle acception du terme « islamisme » — l'acception politique — puiserait sa source dans l'affirmation du juriste égyptien Muhammad Sa'id al-'Ashmawi, qui avait déclaré que « Dieu voulait que l'islam fût une religion, mais les hommes ont voulu en faire une politique ». Elle voit ainsi dans l'islam et l'islamisme une forme de continuité, une réalité inchangée, proposant une vision à laquelle s'oppose son préfacier aux États-Unis, le journaliste Daniel Pipes — dont elle a souvent traduit les articles en français — qui argue quant à lui que l'islamisme est une « manifestation spécifique, moderne et extrémiste de l'islam » s'inscrivant dans une réalité évolutive.
En tant que théoricienne de l'unicité entre islam et islamisme, Anne-Marie Delcambre est régulièrement citée par divers groupes d'extrême droite,. D'après Michel Orcel, elle développe « un discours proche de l’extrême droite ». Elle écrit notamment sur LibertyVox de sa création en 2005 à l'été 2013, date à laquelle elle demande la fermeture de son compte, en raison de son désaccord avec la ligne idéologique du site, qu'elle juge trop « droitière ». Elle refuse également la récupération politique de son enseignement qui est faite sur le forum du site.
En 2007, elle critique la nomination de Rachida Dati comme ministre de la Justice sur divers sites d'extrême droite, déclarant notamment : « La nomination d'une jeune femme musulmane dans un ministère sensible comme celui de la justice ne m'inspire pas confiance [...] Ça ne me plaît pas. » Elle craint en effet des « pressions naturelles » s'exerçant sur Rachida Dati, laquelle serait vouée « à agir comme une musulmane » par « solidarité » à l'égard de l'oumma.
Le 18 décembre 2010, elle participe aux « Assises contre l'islamisation de l'Europe », un colloque organisé par Riposte laïque et le Bloc identitaire.

## Ouvrages
- Méthode d'arabe Linguaphone, Linguaphone Institute, 1979
- Mahomet, la parole d'Allah, Gallimard, coll. « Découvertes Gallimard / Religions » (no 22), 1987
- Mahomet, Desclée de Brouwer, 1999
- L'Islam, La Découverte, 2001[27]
- Enquêtes sur l'islam : En hommage à Antoine Moussali, collectif, Desclée de Brouwer, 2004
- La schizophrénie de l'islam, Desclée de Brouwer, 2006[28]
- Soufi ou mufti ? : Quel avenir pour l'islam ?, Desclée de Brouwer, 2007. Préfacé par Daniel Pipes[20]
- L'Islam des interdits, Desclée de Brouwer, 2008[29]